# 섬마을 할매
섬마을 할매는 KNN에서 방송한 교양 프로그램으로, 섬에 관한 이야기를 다루는 내용을 가진 교양 프로그램이다.

## 편성 시간
- 시즌 1, 2: 매주 화요일 밤 8시 55분
- 시즌 3: 매주 일요일 오전 10시 55분
- 시즌 4: 매주 토요일 밤 8시 35분

## 출연진
- 이만기
- 김성한

## 특이 사항
- 초기에는 iHQ 계열 채널인 K Star와 공동으로 제작하였다.
- 시즌 3에는 광주방송과 공동 제작하였다.